# Chépy
Chépy (auch Chepy; picardisch: Chpy) ist eine nordfranzösische Gemeinde mit 1.212 Einwohnern (Stand 1. Januar 2022) im Département Somme in der Region Hauts-de-France. Die Gemeinde liegt im Arrondissement Abbeville und ist Teil der Communauté de communes du Vimeu und des Kantons Gamaches.

## Geographie
Die Gemeinde im Vimeu, deren Gebiet im Norden von der Bahnstrecke von Abbeville nach Eu berührt wird, liegt rund acht Kilometer östlich von Friville-Escarbotin. Sie umfasst neben dem namensgebenden Ort den Ortsteil Monchaux und den Bahnhaltepunkt Acheux-Franleu. Auch Chépy besitzt einen Haltepunkt. Das Gemeindegebiet liegt im Regionalen Naturpark Baie de Somme Picardie Maritime.

## Einwohner
| 1962 | 1968 | 1975 | 1982 | 1990 | 1999 | 2006 | 2011 |
| ---- | ---- | ---- | ---- | ---- | ---- | ---- | ---- |
| 878  | 860  | 1083 | 1227 | 1246 | 1277 | 1291 | 1300 |

## Verwaltung
Bürgermeister (maire) ist seit 2012 Louisette Domet.

## Sehenswürdigkeiten

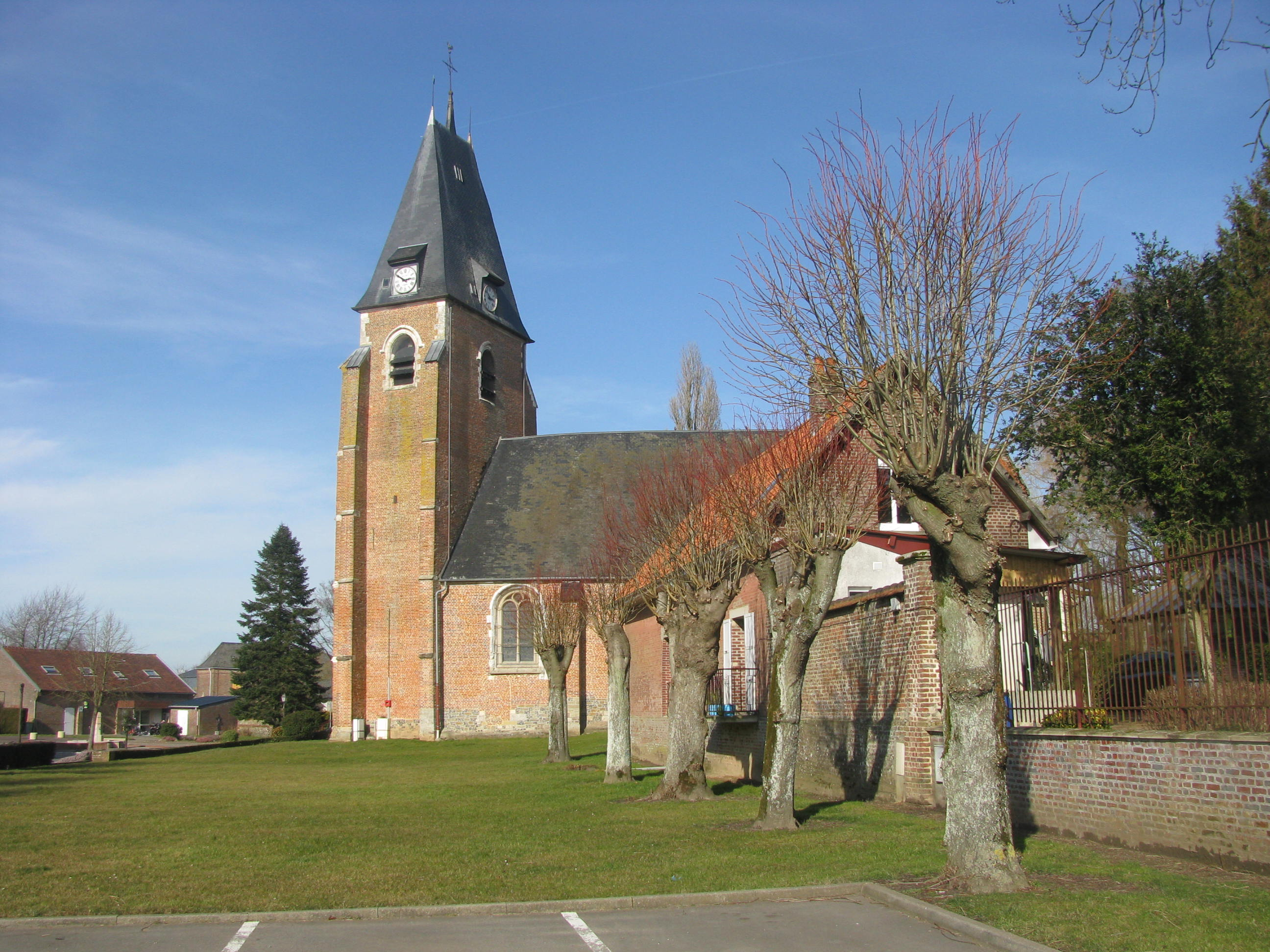
Kirche Saint-Pierre[1]   - Kirche Saint-Pierre
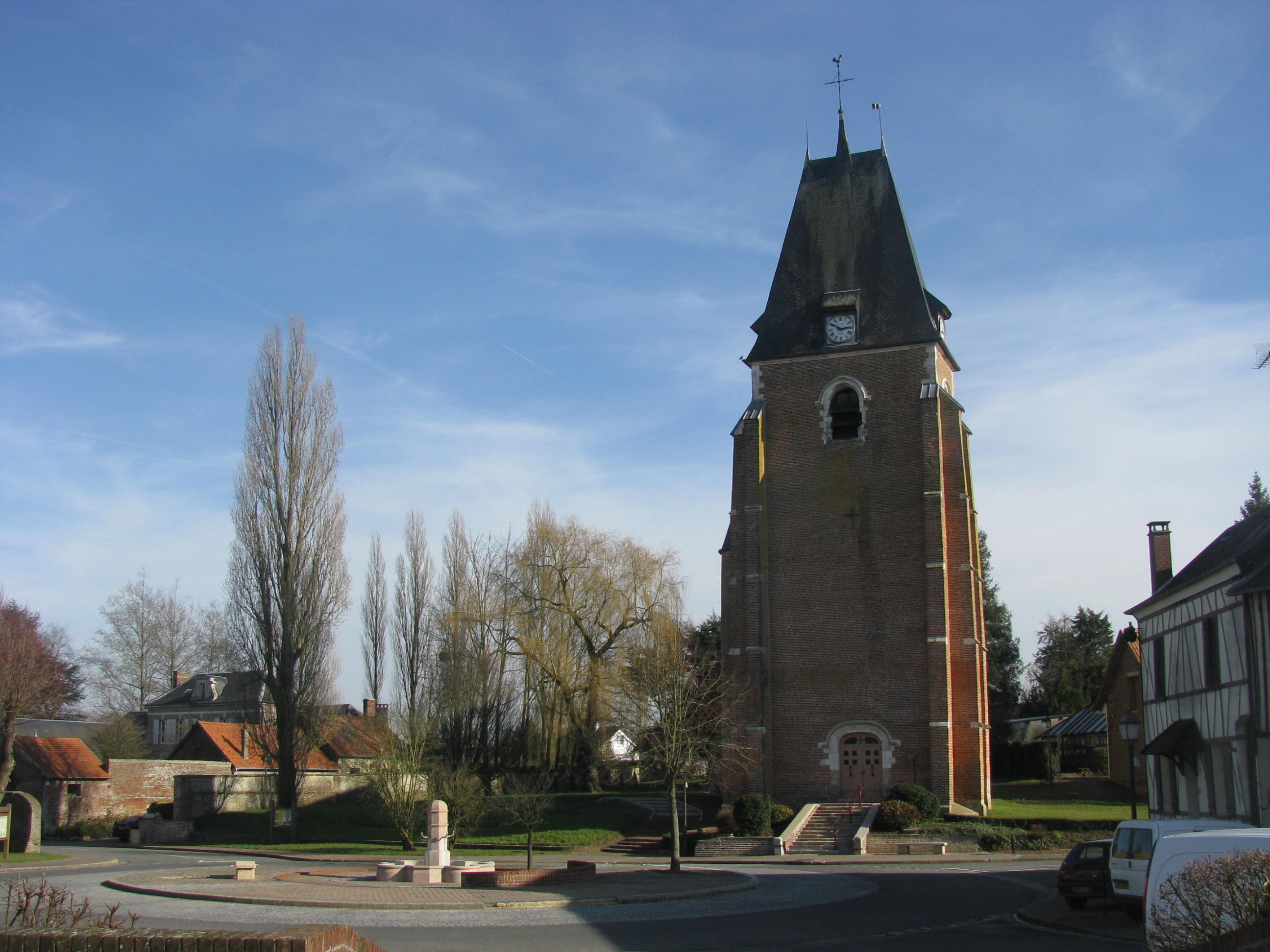
Turmansicht
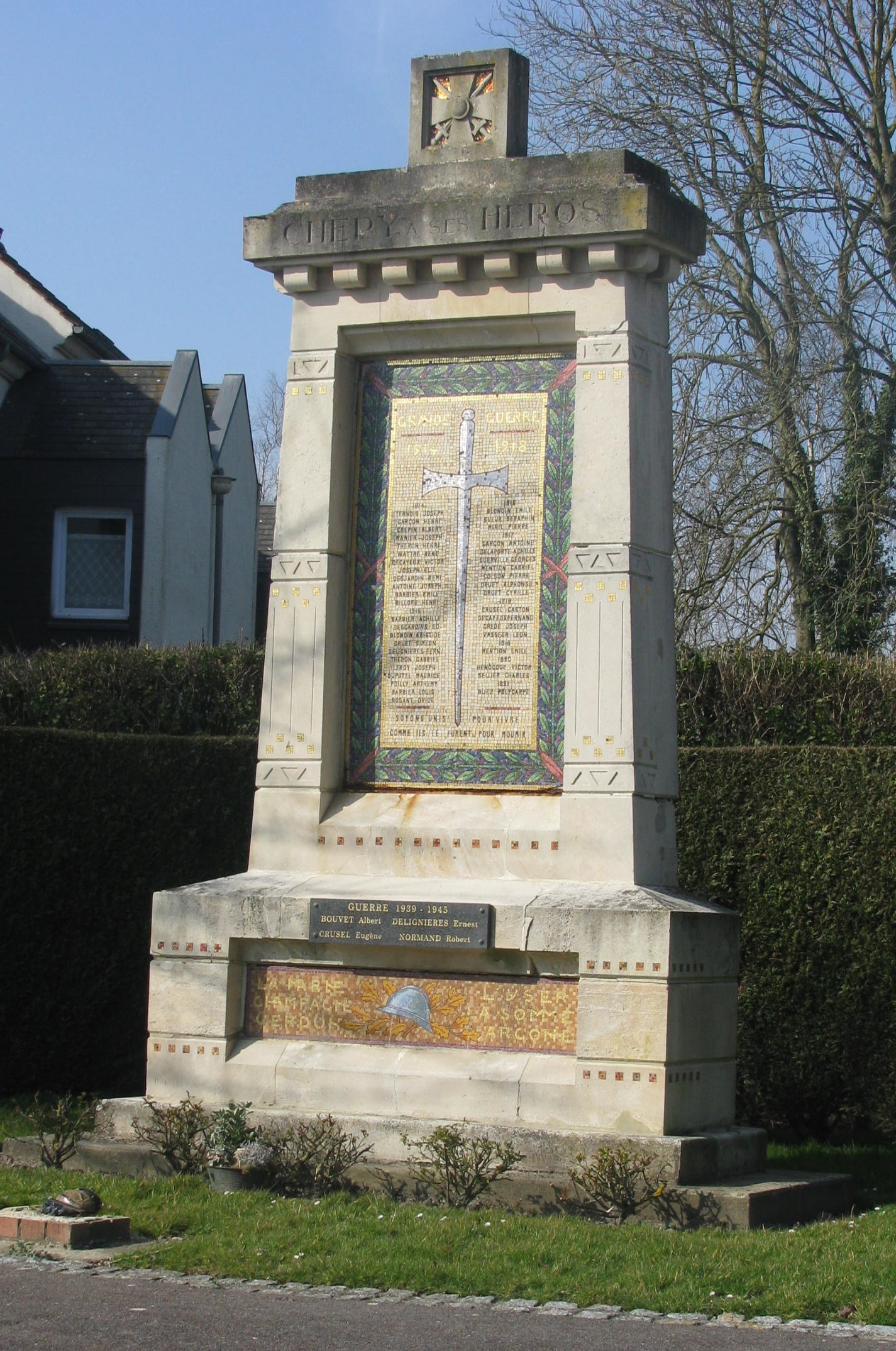
Kriegerdenkmal
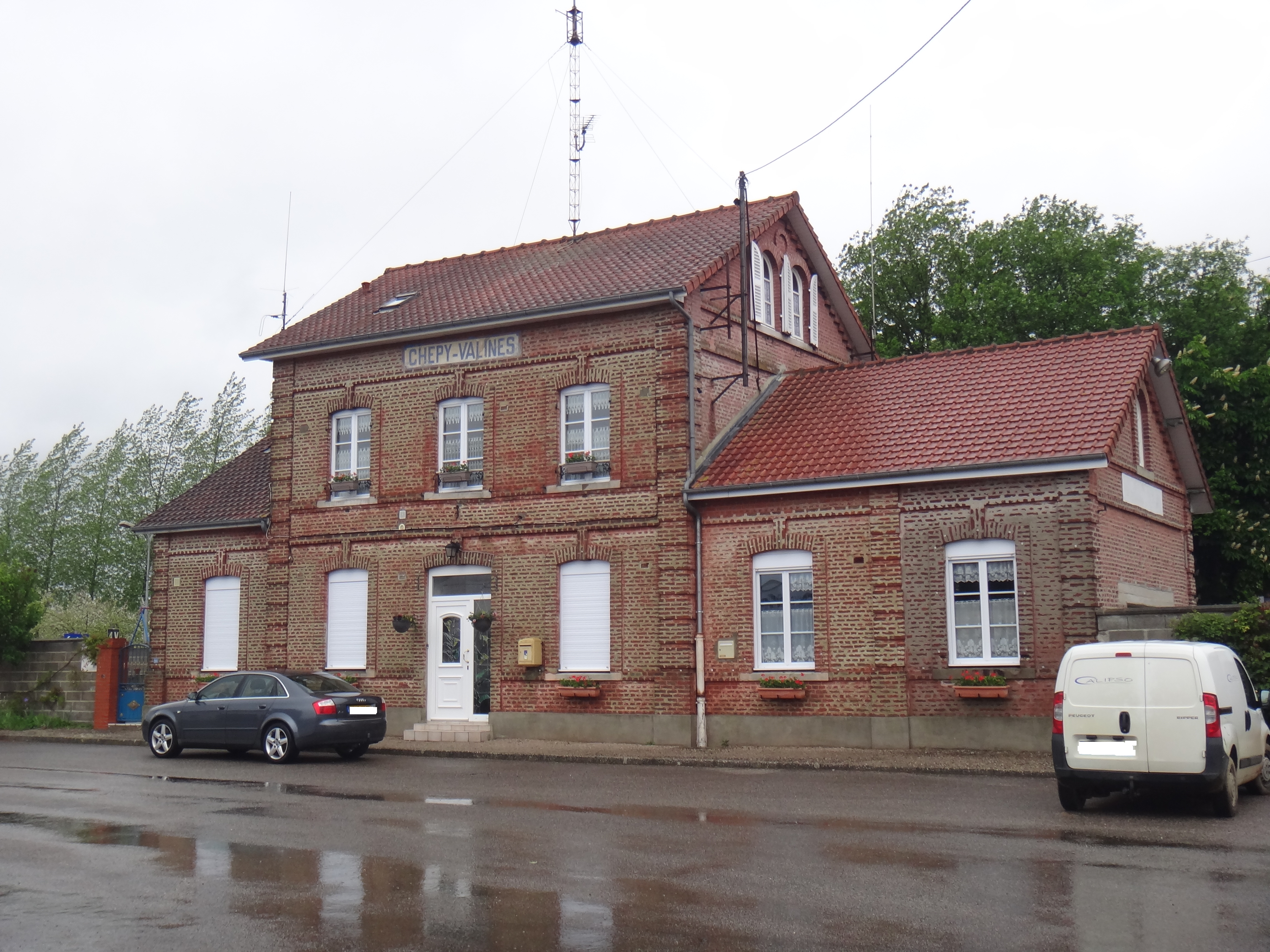
Bahnhof von Chépy
  - Turmansicht
  - Kriegerdenkmal
  - Bahnhof von Chépy